# 비에드마호

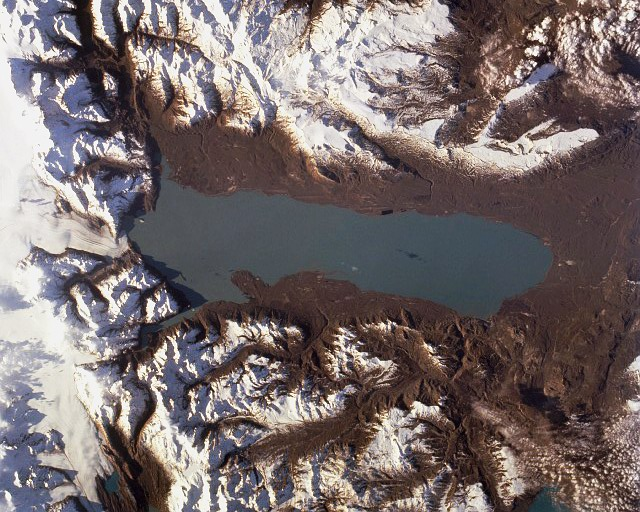
비에드마 호 (1994년 10월)

비에드마 호(스페인어: Lago Viedma)는 아르헨티나 파타고니아 지방의 산타크루스 주에 위치한 호수이다. 면적은 1,088km2, 최대 길이는 80km, 최대 너비는 15km, 수면 높이는 250m이다.
아르헨티나와 칠레 국경 부근에 위치한다. 호수의 물은 아르헨티노호에서 흘러들어오며 산타크루스 강을 거쳐 대서양으로 빠져나간다.